# Cliff Lee
Clifton Phifer Lee (Benton, Arkansas, 30 de agosto de 1978) es un exbeisbolista estadounidense. Jugo para los Philadelphia Phillies, Cleveland Indians, Seattle Mariners y Texas Rangers.

## Trayectoria
Inició su carrera profesional con Cleveland Indians en la temporada de 2002, participando en dos juegos con balance de 0-1. En 2008 logró ser reconocido con el premio Cy Young por la Liga Americana, destacando su número de victorias (22), blanqueadas (2), y porcentaje de carreras limpias permitidas (2,53). 
Pasó a formar parte de los Philadelphia Phillies en 2009 logrando ganar el banderín de la Liga Nacional; y disputando la Serie Mundial de ese año frente a los New York Yankees, con saldo de dos victorias sin derrotas. En total, en la postemporada tuvo un balance de 4-0. En 2010 empezó jugando para Seattle Mariners (8-3, 2,34) y posteriormente Texas Rangers, equipo con el que tomó parte de la Serie Mundial de 2010. Su récord fue de 0-2 y ERA de 6,94.
Para la temporada 2011 retornó a los Phillies, y ese año terminó con el mayor número de blanqueadas en la Liga Nacional (6).